# جک نیکلسون
جان جوزف نیکلسون (انگلیسی: John Joseph Nicholson؛ زادهٔ ۲۲ آوریل ۱۹۳۷) بازیگر و فیلم‌ساز بازنشستهٔ آمریکایی است. او در موارد بسیاری یکی از بزرگ‌ترین بازیگران سدهٔ بیستم دانسته می‌شود. نیکلسون طی پنج دهه فعالیت، افتخارات متعددی شامل سه جایزه اسکار، سه جایزه بفتا، شش جایزه گلدن گلوب و یک جایزه گرمی دریافت کرد. همچنین جایزه یک عمر دستاورد هنری بنیاد فیلم آمریکا در سال ۱۹۹۴ و جایزه مرکز کندی در سال ۲۰۰۱ به او داده شد. در بسیاری از فیلم‌هایش، او نقش افراد شورشی علیه ساختار اجتماعی را بازی می‌کرد.
نیکلسون دو جایزه اسکار بهترین بازیگر مرد برای بازی در دیوانه از قفس پرید (۱۹۷۵) و بهتر از این نمی‌شه (۱۹۹۷) و یک اسکار بهترین بازیگر نقش مکمل مرد برای بازی در شرایط مهرورزی (۱۹۸۳) برنده شد. دیگر فیلم‌هایی که برایشان نامزد اسکار شد عبارتند از: ایزی رایدر (۱۹۶۹)، پنج قطعه آسان (۱۹۷۰)، آخرین مأموریت (۱۹۷۴)، محله چینی‌ها (۱۹۷۴)، سرخ‌ها (۱۹۸۱)، شرف خانواده پریتزی (۱۹۸۶)، آیرن‌وید (۱۹۸۷)، چند مرد خوب (۱۹۹۲) و درباره اشمیت (۲۰۰۲). دیگر نقش‌های قابل توجه او در فیلم‌های هم‌خوابگی (۱۹۷۱)، درخشش (۱۹۸۰)، دل‌سوختگی (۱۹۸۶)، اخبار تلویزیون (۱۹۸۷)، بتمن (۱۹۸۹)، هوفا (۱۹۹۲)، مریخ حمله می‌کند! (۱۹۹۶)، یکی باید کوتاه بیاید (۲۰۰۳)، رفتگان (۲۰۰۶) و فهرست آرزوها (۲۰۰۷) بودند.
نیکلسون سه فیلم گفت، بران (۱۹۷۱)، رهسپار جنوب (۱۹۷۸) و دو جیک (۱۹۹۰) را کارگردانی کرده است. او یکی از تنها سه بازیگر مردی است که برنده سه جایزه اسکار شده‌اند و یکی از دو بازیگری است که برای بازی در فیلم‌هایی که در هر دهه از دهه ۱۹۶۰ تا ۲۰۰۰ ساخته شده‌اند (در کنار مایکل کین) نامزد جایزه اسکار شده‌اند. ۱۲ بار نامزدی اسکار، او را به نامزدشده‌ترین بازیگر مرد تاریخ اسکار تبدیل کرده است.

## آغاز زندگی
جک جوزف نیکلسون در ۲۲ آوریلِ ۱۹۳۷ در نپتون سیتی، نیوجرسی زاده شد. مادرش جون فرنسس نیکلسون (۱۹۱۸–۱۹۶۳) یک شوگرل بود. مادر نیکلسون تبار ایرلندی، انگلیسی، آلمانی و ولزی داشت. نیکلسون خود را ایرلندی دانسته و خودش را با نمایش‌نامه‌نویس یوجین اونیل (که نقشش را در سرخ‌ها بازی کرد) مقایسه کرده است. مادرش در سال ۱۹۳۶ با یک شومن ایتالیایی-آمریکایی به‌نام دونالد فورچیلو ازدواج کرد.: ۸  زندگی‌نامه‌نویس پاتریک مک‌گیلیان می‌گوید مدیر برنامهٔ جون، یعنی اِدی کینگ که زادهٔ لتونی بود، می‌تواند پدر خونی نیکلسون باشد. منابع دیگر حاکی از آن است که جون از هویت پدر نامطمئن بود.
از آنجایی که جون تنها ۱۷ سال داشت و ازدواج نکرده بود، والدینش موافقت کردند که نیکلسون را به‌عنوان فرزند خود بزرگ کنند، بدون اینکه اصل و نسب واقعی او فاش شود و جون هم در نقش خواهر او باشد. در سال ۱۹۷۴، محققان مجله تایم خبردار شدند و به نیکلسون اطلاع دادند که «خواهر» او، یعنی جون، در واقع مادرش است و «خواهر» دیگرش، یعنی لورین، واقعاً خالهٔ اوست. تا این زمان، هم مادر و هم مادربزرگش به‌ترتیب در سال ۱۹۶۳ و ۱۹۷۰ درگذشته بودند. نیکلسون در خصوص فهمیدن این موضوع گفت: «رخداد بسیار دراماتیکی بود، اما چیزی نبود که من آن را آسیب‌زا بدانم… من از لحاظ روانی کاملاً شکل گرفته بودم».
نیکلسون در نپتون سیتی، نیوجرسی بزرگ شد.: ۷  پیش از آغاز دبیرستان، خانواده او به آپارتمانی در اسپرینگ لیک، نیوجرسی نقل مکان کردند.: ۱۶  «نیک»، همان‌طور که برای دوستان دبیرستانی‌اش شناخته‌شده بود، در دبیرستان ماناسکوان در همان حوالی تحصیل کرد. او در این دبیرستان از سوی کلاس سال ۱۹۵۴ به‌عنوان «دلقک کلاس» انتخاب شد. او هر روز برای یک سال تحصیلی کامل در تنبیه بازداشتی مدرسه بود. یک تئاتر و یک جایزه نمایشی در مدرسه به اقتباس از او نام‌گذاری شده است. در سال ۲۰۰۴، نیکلسون به‌همراه خاله‌اش لورین در جلسهٔ تجدید دیدار ۵۰ ساله دبیرستان خود شرکت کرد.

### خدمت نظامی
نیکلسون در سال ۱۹۵۷ به گارد ملی هوایی کالیفرنیا پیوست. او گاهی این اقدام را کوششی برای نرفتن به سربازی اجباری توصیف می‌کرد؛ قانون خدمت گزینشی در دوران جنگ کره هنوز به قوت خود باقی بود و مشمولین ملزم بودند دو سال خدمت تمام‌وقت داشته باشند. پس از پایان دوره آموزش مقدماتی نیروی هوایی در پایگاه نیروی هوایی لاکلند، نیکلسون رزمایش آخر هفته و آموزش سالیانه دو هفته‌ای را به‌عنوان مأمور آتش‌نشان در واحد نظامی مستقر در فرودگاه ون نایس انجام داد. طی بحران ۱۹۶۱ برلین، نیکلسون برای چند ماه به خدمت طولانی‌مدتی فراخوانده شد و در پایان دوران سربازی در سال ۱۹۶۲ از خدمت ترخیص شد.

## زندگی شخصی
در زندگی شخصی نیکلسون، او بابت ناتوانی در تشکیل خانواده بدنام بود؛ او پدر شش فرزند از پنج زن است اما فقط یک بار ازدواج کرده است. نیکلسون در سال ۱۹۶۲ با ساندرا نایت، یکی از بازیگران فیلم وحشت، ازدواج کرد که در سال ۱۹۶۶ از هم جدا شدند. این زوج یک دختر به نام جنیفر (زادهٔ ۱۹۶۳) داشتند.
سوزان آنسپاک، هم‌بازی نیکلسون در فیلم پنج قطعه آسان، ادعا کرد که پسرش کالب (زادهٔ ۱۹۷۰) که پدر قانونی او مارک گدارد بود، در واقع پسر خونی نیکلسون بود. نیکلسون در سال ۱۹۸۴ گفت که او در این مورد متقاعد نشده است، اما در سال ۱۹۹۶، کالب گفت که نیکلسون او را به‌عنوان پسرش در خفا شناخته است. نیکلسون تا سال ۱۹۹۸ علناً کالب را به‌عنوان پسرش پذیرفت و گفت که آن‌ها اکنون با هم کنار می‌آیند.
نیکلسون در سال‌های ۱۹۷۱ و ۱۹۷۲ با خواننده میشل فیلیپس (همسر سابق بهترین دوستش دنیس هاپر) در رابطه بود. فیلیپس در این مدت دچار سقط جنین شد. طولانی‌ترین رابطهٔ نیکلسون از ۱۹۷۳ تا ۱۹۹۰ با بازیگر آنجلیکا هیوستون بود که ۱۷ سال به درازا انجامید. عاشقانهٔ پراکندهٔ آنها شامل چندین دوره رابطه با زنان دیگر، به‌ویژه با بازیگر جیل سنت جان و مدل دانمارکی وینی هالمن بود. ظاهراً نیکلسون از هالمن صاحب یک دختر به نام هانی (زادهٔ ۱۹۸۲) شد. نیکلسون هرگز به‌طور علنی این فرزند را نپذیرفت. رابطهٔ نیکلسون با هیوستون زمانی که بازیگر/پیشخدمت ربکا بروسارد به‌وسیلهٔ نیکلسون باردار شد، به پایان رسید. نیکلسون و بروسارد دو فرزند داشتند: لورین (زادهٔ ۱۹۹۰) و ریموند (زادهٔ ۱۹۹۲). این زوج در سال ۱۹۹۴ از هم جدا شدند و در همان سال، نیکلسون با پیشخدمت جینین گورین ظاهراً یک دختر به نام تسا (زادهٔ ۱۹۹۴) داشت. نیکلسون علناً پدر بودن خود را اذعان نکرده است.
نیکلسون در اواخر دههٔ ۱۹۹۰ با بازیگر لارا فلین بویل وارد رابطه شد. این دو ابتدا در سال ۲۰۰۰ از هم جدا شدند، اما دوباره به هم پیوستند و در سال ۲۰۰۴ برای همیشه از یکدیگر جدا شدند. پس از آن نیکلسون با سوپر مدل انگلیسی کیت ماس وارد رابطه شد. در سال ۲۰۰۶، نیکلسون با بازیگر پاز د لا ورتا دیدارهای عاشقانه داشت.

### دیدگاه‌های سیاسی
نیکلسون خود را «دموکرات ایرلندی تا آخر عمر» نامیده است، گرچه که گفته از هر رئیس‌جمهوری حمایت می‌کند. او از جرج مک‌گاورن در انتخابات ریاست‌جمهوری ۱۹۷۲، مایکل دوکاکیس در سال ۱۹۸۸، هیلاری کلینتون در سال ۲۰۰۸ و برنی سندرز در سال ۲۰۲۰ حمایت کرد.
نیکلسون از انرژی خورشیدی، آزادسازی مواد مخدر، قوانین انحصار، و افزایش حقوق معلمان حمایت می‌کند. اگرچه او شخصاً مخالف سقط جنین است، اما حامی حق انتخاب است. او در این باره گفت: «زیرا خودم یک فرزند نامشروع هستم، و گرفتن هر موضع دیگری ریاکارانه است.»

### اعتقادات دینی
نیکلسون به‌عنوان پیروی کاتولیک رومی بزرگ شد و این دین را ستایش کرده است. ادعا شده است که برخی از نقش‌های سینمایی نیکلسون در دههٔ ۱۹۷۰ تحت تأثیر مذهب کاتولیک بوده است. نیکلسون در سال ۱۹۹۲ هنگام مصاحبه با ونتی فر گفت که در حال حاضر به خدا اعتقاد ندارد.

## آثار و جایزه‌ها
نیکلسون در طول دوران حرفه‌ای خود در ۸۰ فیلم ظاهر شد. برخی از فیلم‌هایش عبارتند از:
- ایزی رایدر (۱۹۶۹)
- پنج قطعه آسان (۱۹۷۰)
- هم‌خوابگی (۱۹۷۱)
- آخرین مأموریت (۱۹۷۳)
- محله چینی‌ها (۱۹۷۴)
- حرفه: خبرنگار (۱۹۷۵)
- دیوانه از قفس پرید (۱۹۷۵)
- درخشش (۱۹۸۰)
- سرخ‌ها (۱۹۸۱)
- شرایط مهرورزی (۱۹۸۳)
- شرف خانواده پریتزی (۱۹۸۵)
- بتمن (۱۹۸۹)
- چند مرد خوب (۱۹۹۲)
- بهتر از این نمی‌شه (۱۹۹۷)
- درباره اشمیت (۲۰۰۲)
- جدامانده (۲۰۰۶)

با ۱۲ نامزدی اسکار (هشت اسکار بازیگری و چهار اسکار بازیگری نقش دوم)، نیکلسون بیشترین نامزدی اسکار بازیگر مرد در تاریخ آکادمی اسکار دارد. تنها نیکلسون (۱۹۵۰–۲۰۲۰)، مایکل کین (۱۹۶۰–۲۰۰۰)، مریل استریپ (۱۹۷۰–۲۰۱۰)، پل نیومن (۱۹۵۰–۱۹۶۰، ۱۹۸۰–۲۰۰۰) و لارنس الیویه (۱۹۳۰– ۲۰۰۰) نامزد اسکار بازیگری (نقش اول یا دوم) در پنج دهه شده‌اند.
در ۲۰۱۲، نیکلسون به همراه بانوی اول میشل اوباما، اسکار بهترین فیلم را معرفی کردند. او تابحال هشت بار در این مراسم (۱۹۷۲٬۱۹۷۷٬۱۹۷۸٬۱۹۹۰٬۱۹۹۳٬۲۰۰۶٬۲۰۰۷٬۲۰۱۲) اسکار بهترین فیلم را معرفی کرده است. نیکلسون یک عضو فعال و رای‌دهنده در اسکار است.